# JetSmart Argentina
JetSMART Argentina is een Argentijnse lagekostenluchtvaartmaatschappij en een dochteronderneming van het Chileense JetSmart. De maatschappij voert vluchten uit vanaf haar twee hubs in de hoofdstad Buenos Aires binnen Zuid-Amerika.

## Geschiedenis
In 2016 werd Alas del Sur Líneas Aéreas opgericht met het plan om vanaf april 2017 vluchten uit te voeren vanuit Córdoba binnen Zuid-Amerika. In 2022 zouden daar langeafstandsvluchten bijkomen, maar een vlucht is er nooit geweest. De maatschappij ontving namelijk geen AOC waardoor JetSmart de maatschappij kon opkopen en zo JetSMART Argentina kon oprichten.
In december 2018 ontving de maatschappij haar AOC en haar eerste toestel. In februari 2019 konden tickets gekocht worden en de eerste vlucht volgde op 10 april 2019.

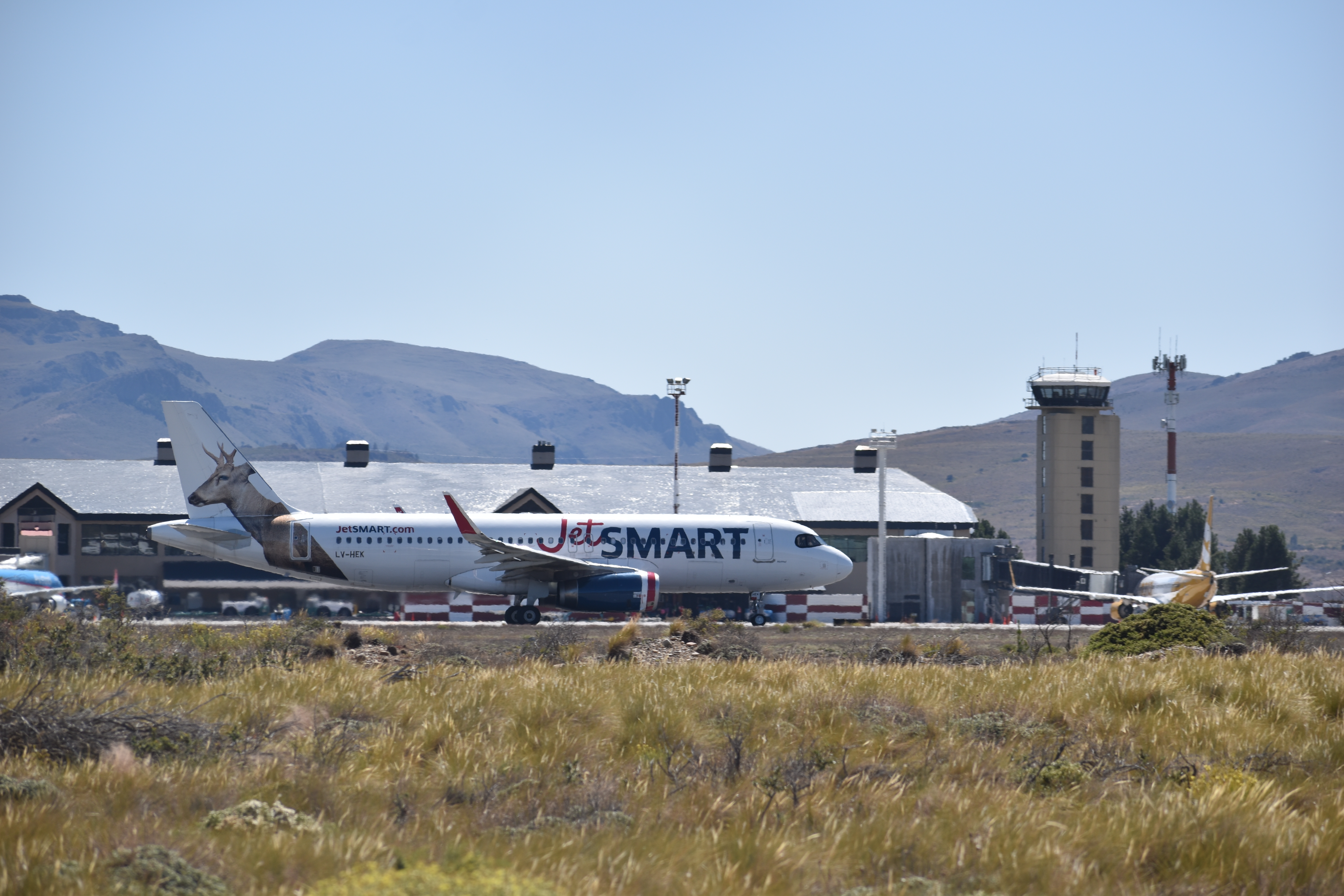
Eerste toestel van JetSMART Argentina

JetSMART kocht in december 2019 ook Norwegian Air Argentina op. Deze maatschappij werd JetSMART Regional genoemd, maar werd later volledig geïntegreerd in JetSMART Argentina.

## Vloot

### Huidige vloot
De vloot van JetSMART Argentina bestaat uit de volgende toestellen (juni 2024):
| Type            | In dienst | Orders | Opmerkingen |
| --------------- | --------- | ------ | ----------- |
| Airbus A320-200 | 8         | —      |             |
| Totaal          | 8         | —      |             |

### Voormalige vloot
De vloot van JetSMART Argentina bestond ook uit (juni 2024):
| Type            | Aantal | In dienst | Uitgefaseerd | Opmerkingen   |
| --------------- | ------ | --------- | ------------ | ------------- |
| Airbus A320-200 | 1      | 2022      | 2023         | Naar JetSmart |

## Bestemmingen
JetSMART Argentina vliegt naar de volgende bestemmingen (juni 2024):
| Land       | Stad                    | Luchthaven                                                        | Opmerkingen        |
| ---------- | ----------------------- | ----------------------------------------------------------------- | ------------------ |
| Argentinië | Buenos Aires            | Aeropuerto Internacional Jorge Newbery                            | hub                |
| Argentinië | Buenos Aires            | Aeropuerto Internacional Ministro Pistarini                       | hub                |
| Argentinië | Córdoba                 | Aeropuerto Internacional Ingeniero Aeronáutico Ambrosio Taravella |                    |
| Argentinië | Mendoza                 | Aeropuerto Internacional Gobernador Francisco Gabrielli           |                    |
| Argentinië | Neuquén                 | Aeropuerto Internacional Presidente Perón                         |                    |
| Argentinië | Puerto Iguazú           | Aeropuerto Internacional de Puerto Iguazú                         |                    |
| Argentinië | Salta                   | Aeropuerto Internacional de Salta Martín Miguel de Güemes         |                    |
| Argentinië | San Carlos de Bariloche | Aeropuerto Internacional Teniente Luis Candelaria                 |                    |
| Argentinië | San Miguel de Tucumán   | Aeropuerto Internacional Teniente Benjamín Matienzo               |                    |
| Argentinië | Ushuaia                 | Aeropuerto Internacional Malvinas Argentinas                      |                    |
| Brazilië   | Curitiba                | Aeroporto Internacional de Curitiba                               | Vanaf 11 juli 2024 |
| Brazilië   | Florianópolis           | Aeroporto Internacional Hercílio Luz                              |                    |
| Brazilië   | Porto Alegre            | Aeroporto Internacional Salgado Filho                             | Vanaf 12 juli 2024 |
| Brazilië   | Rio de Janeiro          | Aeroporto Internacional do Rio de Janeiro-Galeão                  |                    |
| Chili      | Santiago                | Aeropuerto Internacional Arturo Merino Benítez                    |                    |
| Paraguay   | Asuncion                | Aeropuerto Internacional Silvio Pettirossi                        |                    |
| Peru       | Lima                    | Aeropuerto Internacional Jorge Chávez                             |                    |
| Uruguay    | Montevideo              | Aeropuerto Internacional de Carrasco                              |                    |